# Диаграмма коммуникации

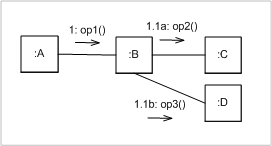
Пример диаграммы коммуникации

Диаграмма коммуникации (англ. communication diagram, в UML 1.x — диаграмма кооперации, collaboration diagram) — диаграмма, на которой изображаются взаимодействия между частями композитной структуры или ролями кооперации. В отличие от диаграммы последовательности, на диаграмме коммуникации явно указываются отношения между объектами, а время как отдельное измерение не используется (применяются порядковые номера вызовов).
В UML есть четыре типа диаграмм взаимодействия (неточно):
- Диаграмма последовательности
- Диаграмма коммуникации
- Диаграмма обзора взаимодействия
- Диаграмма синхронизации

Диаграмма коммуникации моделирует взаимодействия между объектами или частями в терминах упорядоченных сообщений. Коммуникационные диаграммы представляют комбинацию информации, взятой из диаграмм классов, последовательности и вариантов использования, описывая сразу и статическую структуру и динамическое поведение системы.
Коммуникационные диаграммы имеют свободный формат упорядочивания объектов и связей как в диаграмме объектов. Чтобы поддерживать порядок сообщений при таком свободном формате, их хронологически нумеруют. Чтение диаграммы коммуникации начинается с сообщения 1.0 и продолжается по направлению пересылки сообщений от объекта к объекту.
Диаграмма коммуникации показывает во многом ту же информацию, что и диаграмма последовательности, но из-за другого способа представления информации какие-то вещи на одной диаграмме видеть проще, чем на другой. Диаграмма коммуникаций нагляднее показывает, с какими элементами взаимодействует каждый элемент, а диаграмма последовательности яснее показывает в каком порядке происходят взаимодействия.
Диаграмма коммуникации является наименее востребованной в современной деятельности моделирования.